# 2120 Tyumenia
2120 Tyumenia је астероид главног астероидног појаса са пречником од приближно 41,18 .
Афел астероида је на удаљености од 3,445 астрономских јединица (АЈ) од Сунца, а перихел на 2,681 АЈ.
Ексцентрицитет орбите износи 0,124, инклинација (нагиб) орбите у односу на раван еклиптике 17,534 степени, а орбитални период износи 1958,494 дана (5,362 година).
Апсолутна магнитуда астероида је 10,40 а геометријски албедо 0,072.
Астероид је откривен . 1978. године.